# Paracentropyge
Paracentropyge is een monotypisch geslacht van straalvinnige vissen uit de familie van de engel- of keizersvissen (Pomacanthidae).

## Soort
- Paracentropyge multifasciata (Smith & Radcliffe, 1911)